# 救生会旧址
救生会旧址，位于江苏省镇江市润州区西津渡，是中华人民共和国江苏省文物保护单位之一。
2011年12月30日，授予江苏省文物保护单位，是一座古建筑。